# Felipe Neri Jiménez
El general Felipe Neri Jiménez (23 de agosto de 1884, Cuernavaca- 14 de enero de 1914, Tepoztlán) fue un militar mexicano que participó en la Revolución mexicana.

## Biografía
Nació en el barrio de Gualupita, en Cuernavaca, Morelos, el 23 de agosto de 1884, fue hijo de Pedro Neri y de Faustina Jiménez. Desde muy niño radicó en la Hacienda de Chinameca, donde trabajó como fogonero. El 29 de marzo de 1911 se incorporó al movimiento maderista, y participó con un cuerpo de dinamiteros en el sitio y toma de Cuautla, en el mes de mayo, acción de armas en la que le explotó una bomba, causándole la pérdida de un oído; de ahí su apodo de “El sordo Neri”. Hacía bombas caseras en botes de salmón, a las que les agregaba "cortadillo de plomo" y una mecha.
Al romper Francisco I. Madero con Emiliano Zapata permaneció fiel a la causa suriana. En marzo de 1912, junto con las fuerzas de Amador Salazar, asedió Tepoztlán, plaza que finalmente tomaron el primero de abril de 1912. Operó en la zona central de Morelos entre 1912 y 1913, luchando sucesivamente contra Francisco I. Madero y Victoriano Huerta. En abril de 1913 formó parte de la Junta Revolucionaria del Centro y Sur de la República, que presidió Emiliano Zapata poco después fue ascendido a general. El 27 de enero de 1914, al regresar de una campaña rumbo a Tepoztlán, fue muerto por las fuerzas zapatistas de Antonio Barona Rojas, pues lo confundieron con tropas huertistas. Fue sepultado en Amatlán, municipio de Tepoztlán, Morelos.

El corridista D. Armendariz, escribió una bola suriana en honor a su muerte, en el que escribió los siguientes versos:
En el mes de enero, fecha veintiséis,
mil novecientos catorce,
nadie ponga en duda lo que cierto fue;
esto lo escribió un reporter.

Cuanto dolor ha causado,
a todo el mundo le pesa,
que uno de los mismos le haya traicionado
y eso si fue una vileza.

Allá en Tlayacápan fue a donde se hallaba
sin pensar en lo profundo,
quién le hubiera dicho que la hora llegaba
de separarse del mundo.

Las siete y media marcaba
el relox cuando marchó,
con veinte soldados que lo acompañaban
rumbo a Tepoztlán salió.

En el mismo dia llegó a Tepoztlán
dirigiéndose al cuartel,
donde este Barona decía con afán,
quiero contestar con él.

Pronto respondió un vasallo:
Ya se fue a su campamento.
-No lo paso a creer; allí veo su caballo;
nada de esto ha de ser cierto.

Entonces Felipe picó su caballo,
según la razón le daba,
entre una casa, una tranca enfrente,
allí sería la hora llegada.
Iba de buen corazón,
según lo manifestaba,
que lejos estaba de una vil traición;
qué suerte tan desgraciada!

Mirando a Barona bajó el pié derecho,
y en el rostro recibió un tiro,
y al morir le dijo: "Antonio, qué has hecho?
-No venía a pelear contigo.
-El morirme no me pesa;
hombre soy, no vil soldado,
siento el compromiso; el que con vileza,
Barona, me hayas matado.

Esto bien sería la una de la tarde
cuando todo ésto pasó,
el General Neri en el primer descargue
del caballo se cayó.

Baldomero, al verlo caer,
se fue como un bravo león,
sobre de él disparó con tino
hiriéndolo con razón.

En el mismo día mandaron el parte,
por la razón natural,
al señor Zapata, a don Emiliano,
como jefe principal.

Donde muy bien se informó
de todo lo acontecido;
después de informado lo lloró,
y exhaló un tierno suspiro.

El dia veintisiete sepulcro le dieron,
como Dios manda al viviente;
hombres y mujeres todas lo sintieron,
lloraron amargamente.

Nuestro amparo se acabó,
asombro del mal gobierno,
llorad, mexicanos, con justa razón,
no volveremos a verlo.

Se acabó un valiente, una espada fuerte
del Estado de Morelos,
tengan bien presente que en el Siglo XX
quedan los tristes recuerdos.

Adiós, valerosa espada,
adiós, valiente campeón,
dejaste a ta patria triste y enlutada,

por pasar a otra mansión.